# Richard Linklater
Pour les articles homonymes, voir Linklater.
Richard Linklater [ˈɹɪtʃɝd ˈlɪŋkleɪtɚ], né le 30 juillet 1960 à Houston, au Texas, est un réalisateur, scénariste et producteur américain.
Révélé par sa trilogie cinématographique Before (Before Sunrise, Before Sunset, Before Midnight) avec Ethan Hawke et Julie Delpy sortie entre 1995 et 2013, il accède à la renommée avec son drame initiatique : Boyhood filmé sur une période de douze ans le long-métrage est sortie en 2014. Pour ce film, il a été récompensé par le Bafta et le Golden Globe du meilleur réalisateur. Il a également obtenu une nomination au César du meilleur film étranger et 2 autres nominations aux Oscars. Il réitère le même exploit en adaptant la comédie musicale de Stephen Sondheim : Merrily We Roll Along dont la sortie en salles est prévue en 2040.
Il fait partie de ces rares cinéastes comme Woody Allen, Cheyenne Carron, Quentin Dupieux connus pour leur régularité quasi annuelle.

## Biographie
Richard Linklater est né à Houston au Texas. Sa mère, Diane Margaret (née Krieger) était professeure à l'université d'État Sam Houston. Son père est Charles W. Linklater, III, un gardien de prison,,. Linklater faisait ses études à l'université d'État Sam Houston, où il jouait au baseball, puis il a quitté ses études pour travailler sur une plate-forme pétrolière au large dans le golfe du Mexique.
En 2014, il sort le long métrage Boyhood, tourné sur une période de 12 ans, entre 2002 et 2013, pour voir évoluer les personnages. Présenté dans plusieurs festivals, il remporte notamment l'Ours d'argent du meilleur réalisateur à la Berlinale 2014. Il remporte de nombreux autres prix dont le Golden Globe du meilleur film dramatique.

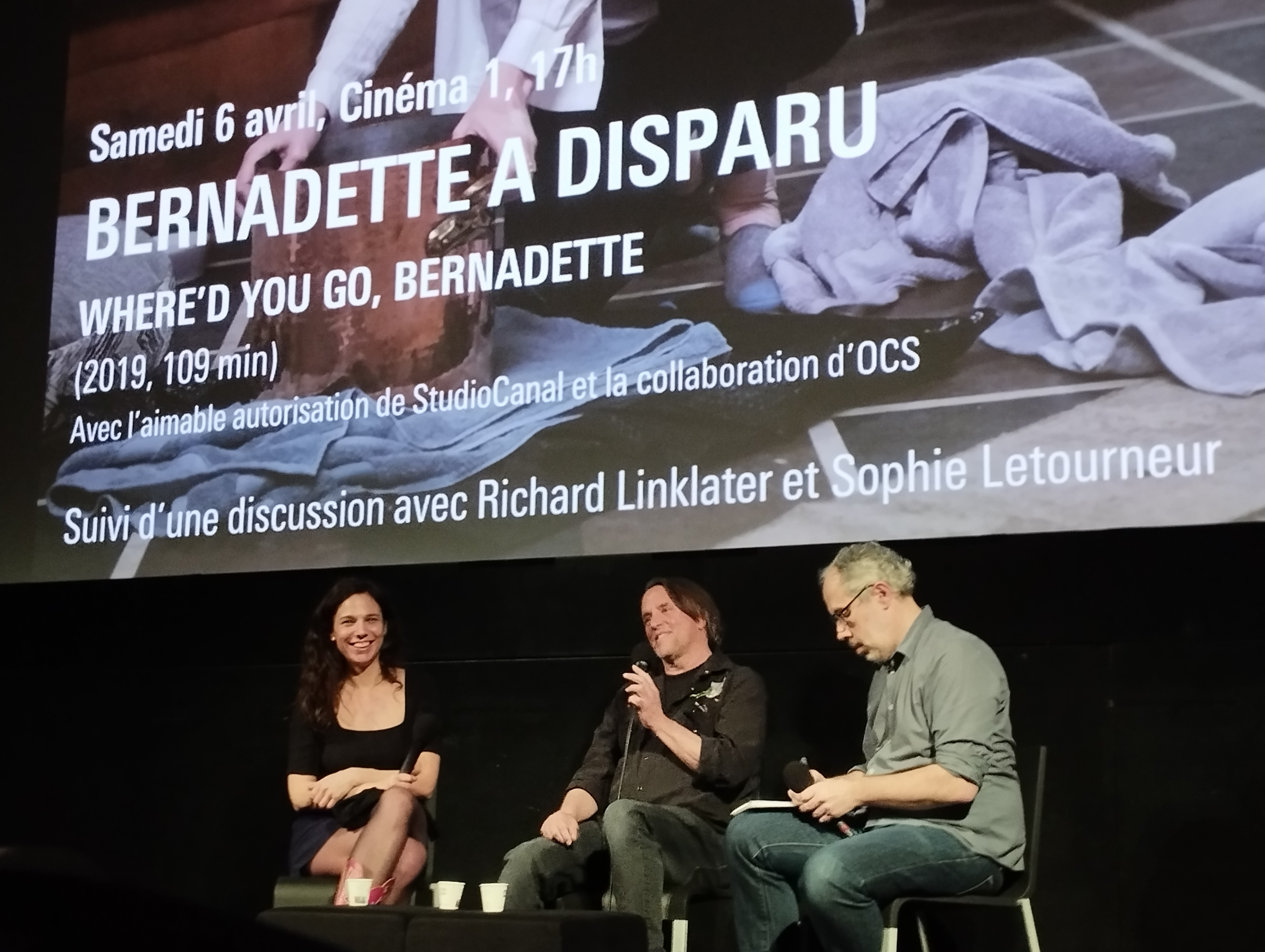
Richard Linklater présentant Bernadette a disparu au centre Georges-Pompidou, le 6 avril 2024.

En 2019, il développe un autre projet ambitieux et atypique, Merrily We Roll Along, dont le tournage est prévu sur 20 ans.
En 2022, son film d'animation Apollo 10½,  utilisant la rotoscopie, est diffusé sur Netflix. Il enchaine avec Hit Man (2023). Il tourne ensuite Nouvelle Vague (2025), qui revient sur le tournage du long métrage À bout de souffle (1960) de Jean-Luc Godard et la création de la Nouvelle Vague. Peu après, il tourne Blue Moon (2025).

### Vie privée
Bien que beaucoup de ses films soient populaires et les productions bien rémunérées, il réside toujours à Austin, Texas. Il refuse de travailler ou vivre à Hollywood pendant une longue période de temps.

## Caractéristiques
- Richard Linklater appartient à une nouvelle génération de cinéastes indépendants américains, capable d'alterner le cinéma expérimental (Slacker, Waking Life) et les productions "grand public" (Before Sunrise, Rock Academy), à l'image de Steven Soderbergh, chef de file du mouvement[9].
- L'action de ses films se déroule souvent sur une seule journée.
- Ses films se situent souvent au Texas.
- Il fait fréquemment appel à l'acteur Ethan Hawke pour participer à ses films comme la trilogie Before Sunrise, Before Sunset, Before Midnight avec Julie Delpy[10],[11],[12].
- Il expérimente sans cesse de nouvelles formes et de nouveaux formats, parce que c'est une « partie intégrante de [sa] personnalité et de la façon dont [son] cerveau appréhende le monde »[13].

## Filmographie

### Réalisateur
- 1985 : Woodshock (court métrage documentaire)
- 1988 : It's Impossible to Learn to Plow by Reading Books
- 1991 : Heads I Win/Tails You Lose (projet vidéo expérimental)
- 1991 : Slacker
- 1993 : Génération rebelle (Dazed and Confused)
- 1995 : Before Sunrise
- 1996 : SubUrbia
- 1998 : Le Gang des Newton (The Newton Boys)
- 2001 : Waking Life
- 2001 : Tape
- 2003 : Live from Shiva's Dance Floor (court métrage)
- 2003 : Rock Academy (The School of Rock)
- 2004 : $5.15/Hr. (pilote)
- 2004 : Before Sunset
- 2005 : Bad News Bears
- 2005 : Fast Food Nation
- 2006 : A Scanner Darkly
- 2008 : Inning by Inning: A Portrait of a Coach (documentaire)
- 2009 : Orson Welles et Moi (Me and Orson Welles)
- 2012 : Bernie
- 2012 : Up to Speed (série télévisée)
- 2013 : Before Midnight
- 2014 : Boyhood
- 2016 : Everybody Wants Some!!
- 2017 : Last Flag Flying : La Dernière Tournée (Last Flag Flying)
- 2019 : Bernadette a disparu (Where'd You Go, Bernadette)
- 2022 : Apollo 10½
- 2023 : Hit Man
- 2025 : Nouvelle Vague
- 2025 : Blue Moon
- prochainement : Merrily We Roll Along (tournage prévu sur 20 ans et donc sortie prévue dans les années 2040)

### Scénariste
- 1988 : It's Impossible to Learn to Plow by Reading Books (court-métrage)
- 1991 : Slacker
- 1993 : Génération rebelle (Dazed and Confused)
- 1995 : Before Sunrise
- 1998 : Le Gang des Newton (The Newton Boys)
- 2001 : Waking Life
- 2004 : $5.15/Hr.
- 2004 : Before Sunset (coécrit avec Julie Delpy et Ethan Hawke)
- 2005 : Fast Food Nation
- 2006 : A Scanner Darkly
- 2013 : Before Midnight (coécrit avec Julie Delpy et Ethan Hawke)
- 2014 : Boyhood
- 2016 : Everybody Wants Some!!
- 2017 : La Dernière Tournée (Last Flag Flying)
- 2019 : Bernadette a disparu (Where'd You Go, Bernadette)
- 2022 : Apollo 10½
- 2025 : Nouvelle Vague
- prochainement : Merrily We Roll Along (tournage prévu sur 20 ans et donc sortie prévue dans les années 2040)

## Distinctions

### Récompenses
- Ours d'argent du meilleur réalisateur 1995 pour Before Sunrise
- Boston Online Film Critics Association Awards du 2013 : Meilleur scénario pour Before Midnight
- San Diego Film Critics Society Awards 2013 : Meilleur scénario pour Before Midnight
- Indiana Film Journalists Association Awards 2013 : Meilleur scénario pour Before Midnight
- Utah Film Critics Association Awards 2013 : Meilleur scénario pour Before Midnight
- Village Voice Film Poll 2013 : Meilleur scénario pour Before Midnight
- National Society of Film Critics Awards 2014 : Meilleur scénario pour Before Midnight
- Berlinale 2014 : Ours d'argent du meilleur réalisateur pour Boyhood
- Festival international du film de Saint-Sébastien 2014 : Grand prix de la FIPRESCI pour Boyhood
- Boston Society of Film Critics Awards 2014 : meilleur réalisateur et meilleur scénario pour Boyhood
- Detroit Film Critics Society Awards 2014 : meilleur réalisateur et meilleur scénario pour Boyhood
- Kansas City Film Critics Circle Awards 2014 : meilleur réalisateur pour Boyhood
- Los Angeles Film Critics Association Awards 2014 : meilleur réalisateur pour Boyhood
- New York Film Critics Circle Awards 2014 : meilleur réalisateur pour Boyhood
- New York Film Critics Online Awards 2014 : meilleur réalisateur pour Boyhood
- Online Film Critics Society Awards 2014 : meilleur réalisateur pour Boyhood
- Phoenix Film Critics Society Awards 2014 : meilleur réalisateur pour Boyhood
- Washington D.C. Area Film Critics Association Awards 2014 : meilleur réalisateur pour Boyhood
- British Academy Film Awards 2015 : Meilleur réalisateur pour Boyhood
- Golden Globes 2015 : Meilleur réalisateur pour Boyhood

### Nominations
- Young Artist Award 2003 : Meilleur film familial pour Rock Academy
- Oscars 2005 : Meilleur scénario adapté pour Before Sunset
- Césars 2015 : Meilleur film étranger pour Boyhood
- Oscars 2015 : Meilleure réalisation et meilleur scénario original pour Boyhood
- Goldens Globes 2015 : Meilleur scénario original pour Boyhood
- Film Independent's Spirit Awards 2015 : Meilleur scénario pour Boyhood

### Sélections
- Berlinale 1995 : En compétition pour l'Ours d'or pour Before Sunrise
- Mostra de Venise 2001 : En compétition pour le Lion d'or pour Waking Life
- Berlinale 2004 : En compétition pour l'Ours d'or pour Before Sunset
- Festival de Cannes 2006 : En compétition pour la Palme d'or pour Fast Food Nation et sélectionné dans la section Un certain regard pour A Scanner Darkly
- Berlinale 2013 : Sélectionné hors compétition pour Before Midnight
- Berlinale 2014 : En compétition pour l'Ours d'or pour Boyhood
- Mostra de Venise 2023 : Sélectionné hors compétition pour Hit Man
- Berlinale 2025 : En compétition pour l'Ours d'or pour Blue Moon
- Festival de Cannes 2025 : En compétition pour la Palme d'or pour Nouvelle Vague